# 梅莱斯·泽纳维
梅莱斯·泽纳维·阿瑟拉瑟（羅馬化：Mäläs Zenawi Äsräs；1955年5月8日—2012年8月21日），衣索比亞政治家，提格雷尼亚人，1991年—2012年为埃塞俄比亚實際上的最高領導人。

## 生平
1972年，梅莱斯以优异成绩从高中毕业，并获得“海尔·塞拉西一世奖学金”。此后，他就读于海尔·塞拉西一世大学。在上大学期间，他成为坚定的马克思主义者。1974年，他被大学开除，并于同年9月14日与其他学生建立了提格雷民族进步人士协会（又称提格雷民族组织，1975年改组为提格雷人民解放阵线）。
1983年，他在提格雷人民解放阵线内部创建奉行霍查主义路线的先锋分子组织（1985年改名为提格雷马列主义联盟），并开始成为反对门格斯图独裁政权的武装斗争的领袖。
1989年底，梅莱斯接受媒体采访时说，苏联和其他东方集团国家从来不是真正的社会主义国家，“我们认为的最纯洁的社会主义国家是阿尔巴尼亚”。
1991年－1995年，任埃塞俄比亚过渡政府临时总统，此后一直擔任埃塞俄比亚总理，直到去世。
2002年，他因和平解決與厄立特里亞邊界的爭端，獲得世界和平獎元首級的最高榮譽獎。
2012年8月21日，梅莱斯·泽纳维在布鲁塞尔的一家医院逝世，享年57岁。根据埃塞俄比亚宪法，副总理海尔马里亚姆·德萨莱尼代行总理职务。9月2日，埃塞俄比亚为泽纳维举行了国葬，成为该国80多年来首次为领导人举行的国葬；之后梅莱斯的遗体将安葬在圣三一教堂。

## 教育
1995年获得英国公开大学的工商管理硕士学位，2004年取得荷兰鹿特丹大学的经济学硕士。2002年7月荣获韩国韓南大學的名誉政治学博士。

## 家庭
妻子是阿泽伯·梅瑟菲纳，两人育有三个孩子。阿泽伯曾任人民代表院社会事务委员会主席，2007年1月，她因领导抵抗艾滋病而被授予 "梦想遗产" 奖。此外，她也与政府部门致力于解决该国儿童高死亡率的问题。根据联合国儿童基金会的报告，自从现任执政党执政以来，该国的儿童死亡率已经下降了40%。